# Église Sainte-Marie de Saint-Féliu-d'Amont
Pour les articles homonymes, voir église Sainte-Marie.
L'église Sainte-Marie est une église romane située à Saint-Féliu-d'Amont, dans le département français des Pyrénées-Orientales. Elle a été le siège d'un prieuré de chanoines de l'ordre de Saint-Ruf entre le XIIe siècle et le XVIe siècle, fondé par les vicomtes de Castelnou.